# NGC 4848
NGC 4848 (другие обозначения — UGC 8082, DRCG 27-220, MCG 5-31-39, KUG 1255+285, ZWG 160.55, IRAS12556+2830, PGC 44405) — спиральная галактика с перемычкой в созвездии Девы, морфологический тип — SBd.
Галактика находится в скоплении Волос Вероники. У галактики есть «хвост» длиной 65 кпк, наблюдаемый в линии H-альфа и направленный в противоположную сторону от центра скопления. Галактика потеряла 4⋅109 M⊙ газа, который сформировал хвост, и учитывая условия в скоплении Волос Вероники, лобовое давление от межгалактической среды могло удалить такое количество газа из галактики менее чем за 200 миллионов лет. Галактика имеет высокий темп звездообразования, 9,8 M⊙/год. По всей видимости, галактика впервые сближается со скоплеинем и движется радиально в направлении его центра.
Этот объект входит в число перечисленных в оригинальной редакции «Нового общего каталога».